# Fadela Amara

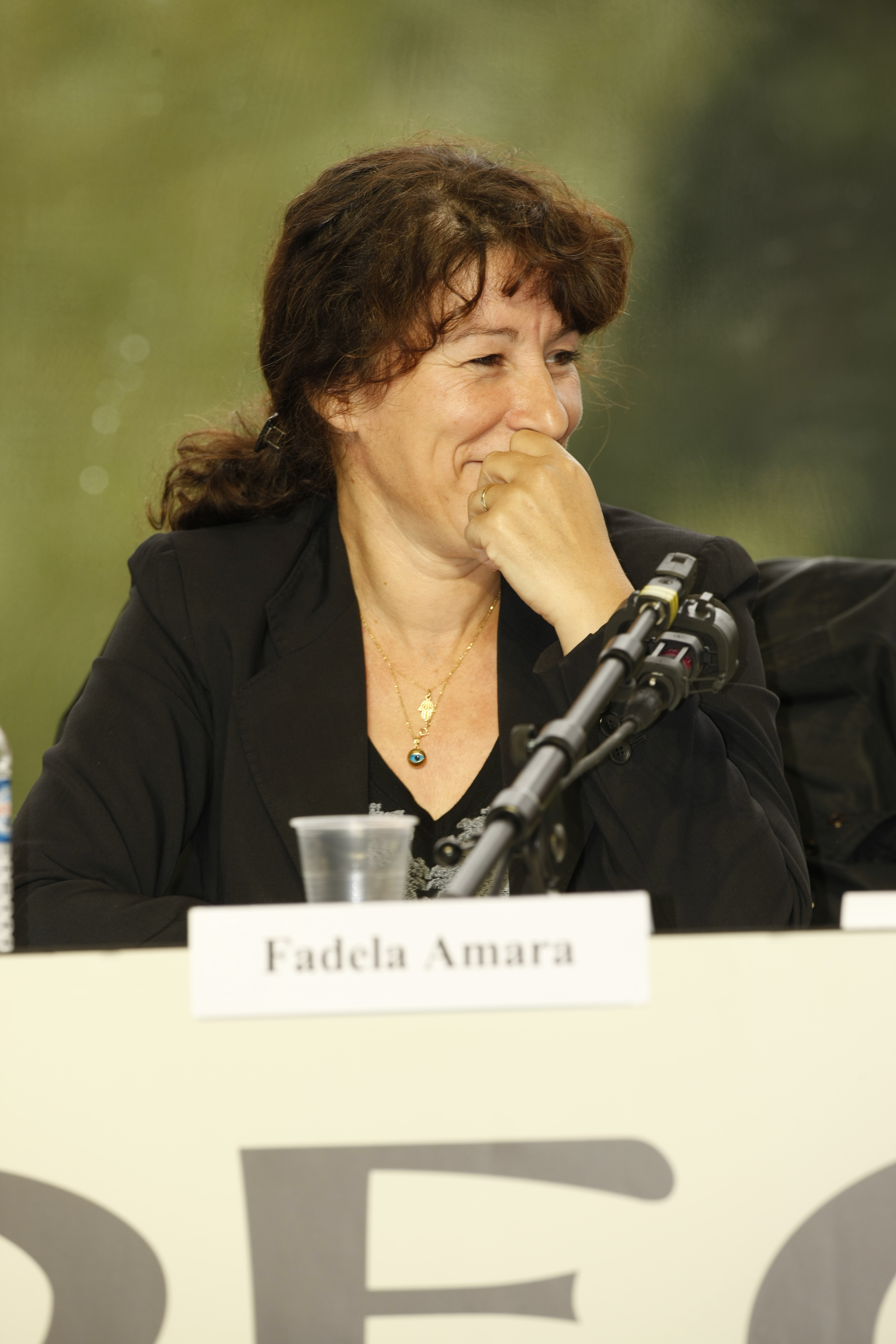
Fadela Amara

Fadela Amara, właściwie Fatiha Amara (ur. 25 kwietnia 1964 w Clermont-Ferrand) – francuska polityk pochodzenia berberyjskigo, w drugim gabinecie François Fillona sekretarz stanu ds. polityki miejskiej (2007–2010). 14 listopada 2010 przestała pełnić tę funkcję w ramach rekonstrukcji rządu. Po odejściu z rządu odmówiła objęcia stanowiska ambasadora przy Unii Śródziemnomorskiej. Od 5 stycznia 2011 generalna inspektor spraw społecznych. Założycielka i przewodnicząca stowarzyszenia Ni putes ni soumises.
W wyborach prezydenckich w 2012 opowiedziała się za kandydaturą François Hollande’a, co wywołało oburzenie jej byłych kolegów z rządu powołanego przez Nicolasa Sarkozy’ego, przeciwnika Hollande’a w tych wyborach.